# 樺山久舒
樺山 久舒（かばやま ひさのぶ、1832年（天保3年） - 1912年（明治45年）3月14日）は、江戸時代末期の武士。父は樺山雅楽。樺山氏。通称は舎人、岩記。
佐土原藩の家老として活躍した。1853年に出仕、1年後、藩政改革で成果を出したことが評価されて家老に抜擢された。薩英戦争の折は英国との交渉を請け負い、戊辰戦争では藩兵を率いて東海道を登った。明治維新後は新政府の元検事や警部をつとめた。1869年には佐土原藩権大参事に就任している。1912年没。
墓所は広尾の東北寺。正面遊川家の墓で、墓誌に名が刻まれている。
1916年、正五位を追贈された。

## 参考書籍
- 田口素生「島津一族」（新紀元社）234,235ページ